# Spilosoma rava
Spilosoma rava là một loài bướm đêm thuộc phân họ Arctiinae, họ Erebidae.